# Renée Faure
Renée Faure, född 4 november 1918 i Paris, död 2 maj 2005 i Clamart, var en fransk skådespelare. Faure filmdebuterade 1941 och verkade som skådespelare till 1990-talets slut.

## Filmografi, urval
- 1941 – Mordet på jultomten
- 1943 – Syndens änglar
- 1945 – Trollmakt
- 1961 – Dolt bevis
- 1988 – Den lilla tjuven